# Mardiene
Mardiene (Mardyene Μαρδυηνή) fou un districte de Pèrsia que segons Claudi Ptolemeu s'estenia per la costa del mar. El seu nom derivaria segurament de les tribus del mardes (mardi) o amardis (amardi).